# مریم ضیاء
مریم ضیاء از فعالان اجتماعی و حقوق کودک در ایران است که در جریان سرکوب جنبش سبز توسط وزارت اطلاعات در تاریخ ۱۰ دی ماه بازداشت گردید.
پس از تظاهرات عظیم مردم ایران در عاشورای سال ۱۳۸۸ که به شدت سرکوب شد، نیروهای امنیتی به بازداشت گسترده فعالان سیاسی و اجتماعی پرداخته و دهها تن را روانه بند ۲۰۹ زندان اوین کردند.
اعتصاب غذای این زندانی سیاسی که وی را در آستانه مرگ قرار داد نیز موجب آزادی وی از زندان اوین نشد. همسر مریم ضیاء، منصور حیات غیبی نیز، از اعضای هیئت مدیره سندیکای کارگران شرکت واحد اتوبوس‌رانی تهران و حومه است که طی چند سال اخیر، همراه با منصور اسانلو و گروهی دیگر از فعالین صنفی، بارها مورد بازداشت و حمله و اهانت قرار گرفته‌اند.